# Asterio di Milano
Asterio (... – Genova, 4 luglio 640) fu arcivescovo di Milano dal 630 al 640.

## Biografia
Poco si sa della sua vita prima dell'elezione alla cattedra episcopale. Proveniva da una delle famiglie aristocratiche rifugiatesi quasi ottant'anni prima con la corte arcivescovile milanese a Genova. Prima della sua elezione era già membro del clero di Milano.
In un passo del Historia ecclesiastica gentis Anglorum di Beda il Venerabile relativo alla vita di Sant'Osvaldo di Northumbria, si fa cenno di come Asterio avesse consacrato vescovo Birino di Dorchester, considerato l'evangelizzatore dei Sassoni, su mandato di papa Onorio I.
A Genova morì il 4 luglio 640. Fu sepolto nella chiesa di San Siro, probabilmente fondata dalla comunità milanese della città.

## Successione apostolica
La successione apostolica è:
- Vescovo Birino di Dorchester (634)